# الأسطى المدير (فلم)
الأسطى المدير هو فيلم مصري أُصدر عام 1988، من بطولة صلاح ذو الفقار وليلي طاهر ومحمود الجندي ومصطفى متولي وآخرين ومن إخراج شفيق شامية .

## قصة الفيلم
تعاني أسرة (حسنين) الموظف الكبير، من متاعب مادية، تجعله عاجزاً عن تلبية إحتياجات أسرته، تتقدم إحدى الأسر الغنية بطلب زواج إبنها (مدحت) من ابنتهم (ميرفت)، ليقع الأب في مأزق مادي، مما يدفعه لإمتهان مهنة "النقاشة"، لكي يستطيع أن يفي باحتياجات أسرته، مما يتسبب في العديد من المشاكل.

## فريق العمل
- قصة: كاتيا ثابت - سمير عوض
- سيناريو وحوار: رؤوف حلمي
- إخراج: شفيق شامية
- المنتج الفني: ممدوح الليثي
- تصوير: عادل عبد العظيم
- موسيقى: هاني شنودة

## طاقم التمثيل

### بطولة
- صلاح ذو الفقار في دور حسنين
- ليلي طاهر في دور عديلة
- محمود الجندي في دور حسن
- مصطفى متولي في دور مدحت
- مجدي إمام في دور علي
- سعاد حسين في دور أم مدحت
- نظيم شعراوي في دور سليمان بيه
- جمال إسماعيل في دور المعلم جابر
- عزة جمال في دور ميرفت

### بالاشتراك مع
| - أبو الفتوح عمارة - أحمد أبو عبية - أنور مدكور - الطفل / رأفت ماهر - سناء لملوم - مصطفى الكواوي - فاروق الشهاوي - نظمي رزق - مايسة فتحي - سمير رستم - حمدي الشريف | - عواطف عبد الفتاح - محمدين نصار - موسى سالم - محمد القصاص - سوسن سالم - عبد العزيز عيسى - أحمد بدر - محمود حفناوي - نوال هاشم - فريدة عبد العال - توفيق الكردي |

## وصلات خارجية
- مقالات تستعمل روابط فنية بلا صلة مع ويكي بيانات
- صفحة الفيلم على موقع الهيئة الوطنية للإعلام.